# Élections municipales de 2026 en Seine-et-Marne
Pour un article plus général, voir Élections municipales françaises de 2026.
Les élections municipales en Seine-et-Marne sont prévues en mars 2026. Cette page ne traite que les communes de 4 000 habitants et plus en Seine-et-Marne.

## Résultats à l'échelle du département

### Maires sortants et maires élus
| Commune                   | Population (en 2022) | Maire sortant(e)           | Parti | Parti | Maire élu(e) | Parti | Parti |
| ------------------------- | -------------------- | -------------------------- | ----- | ----- | ------------ | ----- | ----- |
| Avon                      | 13 526               | Marie-Charlotte Nouhaud    |       | LR    |              |       |       |
| Bailly-Romainvilliers     | 7 049                | Anne Gbiorczyk             |       | DVD   |              |       |       |
| Bois-le-Roi               | 6 026                | David Dintilhac            |       | DVC   |              |       |       |
| Brie-Comte-Robert         | 18 999               | Jean Laviolette            |       | PS    |              |       |       |
| Brou-sur-Chantereine      | 5 094                | Stéphanie Barnier          |       | DVG   |              |       |       |
| Bussy-Saint-Georges       | 26 334               | Yann Dubosc                |       | LR    |              |       |       |
| Cesson                    | 11 141               | Olivier Chaplet            |       | DVD   |              |       |       |
| Champagne-sur-Seine       | 6 491                | Michel Gonord              |       | HOR   |              |       |       |
| Champs-sur-Marne          | 26 661               | Maud Tallet                |       | PCF   |              |       |       |
| Chanteloup-en-Brie        | 4 166                | Olivier Colaisseau         |       | DVD   |              |       |       |
| Le Châtelet-en-Brie       | 4 231                | Patricia Torcol            |       | DVD   |              |       |       |
| Chelles                   | 54 372               | Brice Rabaste              |       | LR    |              |       |       |
| Chessy                    | 7 242                | Olivier Bourjot            |       | DVD   |              |       |       |
| Chevry-Cossigny           | 4 019                | Jonathan Wofsy             |       | PS    |              |       |       |
| Claye-Souilly             | 12 381               | Jean-Luc Servières         |       | DVC   |              |       |       |
| Combs-la-Ville            | 22 712               | Guy Geoffroy               |       | LR    |              |       |       |
| Coulommiers               | 15 696               | Laurence Picard            |       | RE    |              |       |       |
| Courtry                   | 7 107                | Xavier Vanderbise          |       | LR    |              |       |       |
| Crécy-la-Chapelle         | 4 881                | Christine Autenzio         |       | SE    |              |       |       |
| Crégy-lès-Meaux           | 5 419                | Gérard Chomont             |       | DVG   |              |       |       |
| Dammarie-les-Lys          | 23 252               | Gilles Battail             |       | LR    |              |       |       |
| Dammartin-en-Goële        | 11 508               | Vincent Clavier            |       | DVD   |              |       |       |
| Émerainville              | 7 536                | Alain Kelyor               |       | RE    |              |       |       |
| Esbly                     | 6 237                | Ghislain Delvaux           |       | SE    |              |       |       |
| La Ferté-Gaucher          | 4 762                | Michel Jozon               |       | DVC   |              |       |       |
| La Ferté-sous-Jouarre     | 10 004               | Ugo Pezzetta               |       | DVD   |              |       |       |
| Fontainebleau             | 15 787               | Julien Gondard             |       | SE    |              |       |       |
| Fontenay-Trésigny         | 5 887                | Patrick Rossilli           |       | DVG   |              |       |       |
| Gretz-Armainvilliers      | 8 682                | Jean Paul Garcia Robin     |       | DVD   |              |       |       |
| Guignes                   | 4 434                | Manuel Medeiros            |       | SE    |              |       |       |
| Jouarre                   | 4 262                | Fabien Vallée              |       | UDR   |              |       |       |
| Lagny-sur-Marne           | 21 433               | Jean-Paul Michel           |       | HOR   |              |       |       |
| Lésigny                   | 7 015                | Michel Papin               |       | HOR   |              |       |       |
| Lieusaint                 | 14 096               | Michel Bisson              |       | PS    |              |       |       |
| Lognes                    | 14 678               | Nicolas Delaunay           |       | PS    |              |       |       |
| Magny-le-Hongre           | 9 058                | Véronique Flament-Bjarstal |       | DVD   |              |       |       |
| Meaux                     | 56 659               | Jean-François Copé         |       | LR    |              |       |       |
| Le Mée-sur-Seine          | 19 527               | Franck Vernin              |       | UDI   |              |       |       |
| Melun                     | 43 685               | Kadir Mebarek              |       | HOR   |              |       |       |
| Mitry-Mory                | 20 393               | Charlotte Blandiot-Faride  |       | PCF   |              |       |       |
| Moissy-Cramayel           | 18 498               | Line Magne                 |       | PS    |              |       |       |
| Montereau-Fault-Yonne     | 21 840               | James Chéron               |       | UDI   |              |       |       |
| Montévrain                | 14 847               | Christian Robache          |       | HOR   |              |       |       |
| Moret-Loing-et-Orvanne    | 12 576               | Dikran Zakeossian          |       | DVG   |              |       |       |
| Mormant                   | 5 280                | Pierre-Yves Nicot          |       | DVD   |              |       |       |
| Mouroux                   | 5 869                | Jean-Louis Bogard          |       | SE    |              |       |       |
| Nandy                     | 6 322                | René Réthoré               |       | PS    |              |       |       |
| Nangis                    | 8 883                | Nolwenn Le Bouter          |       | LR    |              |       |       |
| Nanteuil-lès-Meaux        | 7 054                | Régis Sarazin              |       | DVD   |              |       |       |
| Nemours                   | 13 118               | Valérie Lacroute           |       | LR    |              |       |       |
| Noisiel                   | 15 927               | Mathieu Viskovic           |       | PS    |              |       |       |
| Othis                     | 6 741                | Bernard Corneille          |       | DVG   |              |       |       |
| Ozoir-la-Ferrière         | 20 969               | Christine Fleck            |       | LR    |              |       |       |
| Pomponne                  | 4 149                | Arnaud Brunet              |       | DVC   |              |       |       |
| Pontault-Combault         | 38 941               | Gilles Bord                |       | LC    |              |       |       |
| Provins                   | 11 824               | Olivier Lavenka            |       | LR    |              |       |       |
| Quincy-Voisins            | 5 506                | Denis Lemaire              |       | DVG   |              |       |       |
| Roissy-en-Brie            | 23 521               | François Bouchart          |       | HOR   |              |       |       |
| Saint-Fargeau-Ponthierry  | 15 117               | Séverine Félix-Boron       |       | DVG   |              |       |       |
| Saint-Pathus              | 6 478                | Benoît Dantec              |       | SE    |              |       |       |
| Saint-Pierre-lès-Nemours  | 5 424                | Bruno Landais              |       | DVD   |              |       |       |
| Saint-Thibault-des-Vignes | 6 793                | Christian Plumard          |       | DVD   |              |       |       |
| Savigny-le-Temple         | 30 630               | Marie-Line Pichery         |       | PS    |              |       |       |
| Serris                    | 9 988                | Philippe Descrouet         |       | UDI   |              |       |       |
| Souppes-sur-Loing         | 4 974                | Pierre Babut               |       | PS    |              |       |       |
| Thorigny-sur-Marne        | 10 405               | Manuel da Silva            |       | RE    |              |       |       |
| Torcy                     | 22 939               | Guillaume Le Lay-Felzine   |       | PS    |              |       |       |
| Tournan-en-Brie           | 8 324                | Laurent Gautier            |       | DVC   |              |       |       |
| Trilport                  | 5 107                | Jean-Michel Morer          |       | DVG   |              |       |       |
| Vaires-sur-Marne          | 13 791               | Edmonde Jardin             |       | DVC   |              |       |       |
| Vaux-le-Pénil             | 11 378               | Henri de Meyrignac         |       | DVG   |              |       |       |
| Vert-Saint-Denis          | 9 057                | Éric Bareille              |       | PS    |              |       |       |
| Villenoy                  | 5 073                | Emmanuel Hude              |       | SE    |              |       |       |
| Villeparisis              | 26 794               | Frédéric Bouche            |       | PS    |              |       |       |

### Résultats en nombre de maires
| Partis       | Partis                               | Maires sortants | Maires élus | Évolution |
| ------------ | ------------------------------------ | --------------- | ----------- | --------- |
|              | Divers droite                        | 13              |             |           |
|              | Les Républicains                     | 11              |             |           |
| Total droite | Total droite                         | 24              |             |           |
|              | Parti socialiste                     | 12              |             |           |
|              | Divers gauche                        | 9               |             |           |
|              | Parti communiste français            | 2               |             |           |
|              | La Convention                        | 1               |             |           |
| Total gauche | Total gauche                         | 24              |             |           |
|              | Divers centre                        | 6               |             |           |
|              | Horizons                             | 6               |             |           |
|              | Renaissance                          | 3               |             |           |
|              | Union des démocrates et indépendants | 3               |             |           |
| Total centre | Total centre                         | 18              |             |           |
|              | Sans étiquette                       | 7               |             |           |
|              | Union des droites pour la République | 1               |             |           |
| Total        | Total                                | 74              | 74          | -         |

## Résultats dans les communes de plus de 4 000 habitants

### Avon
- Maire sortante : Marie-Charlotte Nouhaud (LR)
- 33 sièges à pourvoir au conseil municipal (population légale 2022 : 13 526 habitants)
- 11 sièges à pourvoir au conseil communautaire (CA du Pays de Fontainebleau)

| Tête de liste            | Tête de liste            | Parti(s)         | Nuance | Premier tour | Premier tour | Second tour | Second tour | Sièges | Sièges |
| Tête de liste            | Tête de liste            | Parti(s)         | Nuance | Voix         | %            | Voix        | %           | CM     | CC     |
| ------------------------ | ------------------------ | ---------------- | ------ | ------------ | ------------ | ----------- | ----------- | ------ | ------ |
|                          | François Roy             | LÉ               |        |              |              |             |             |        |        |
|                          | Maximilien Poulain       | PS               |        |              |              |             |             |        |        |
|                          | Amina Bacar              | RR (DVG-DVC-HOR) |        |              |              |             |             |        |        |
|                          | Raphaël Nasuti           | SE               |        |              |              |             |             |        |        |
|                          | Marie-Charlotte Nouhaud, | LR               |        |              |              |             |             |        |        |
|                          |                          |                  |        |              |              |             |             |        |        |
| Exprimés                 |                          |                  |        |              |              |             |             |        |        |
| Votes blancs             |                          |                  |        |              |              |             |             |        |        |
| Votes nuls               |                          |                  |        |              |              |             |             |        |        |
| Total                    | Total                    | Total            | Total  |              | 100          |             | 100         | 33     | 11     |
| Absentions               |                          |                  |        |              |              |             |             |        |        |
| Inscrits / participation |                          |                  |        |              |              |             |             |        |        |

### Bailly-Romainvilliers
- Maire sortante : Anne Gbiorczyk (DVD)
- 29 sièges à pourvoir au conseil municipal (population légale 2022 : 7 049 habitants)
- 7 sièges à pourvoir au conseil communautaire (Val d'Europe Agglomération)

| Tête de liste | Tête de liste | Parti(s) | Nuance | Premier tour | Premier tour | Second tour | Second tour | Sièges | Sièges |
| Tête de liste | Tête de liste | Parti(s) | Nuance | Voix         | %            | Voix        | %           | CM     | CC     |
| ------------- | ------------- | -------- | ------ | ------------ | ------------ | ----------- | ----------- | ------ | ------ |

### Bois-le-Roi
- Maire sortant : David Dintilhac (DVC)
- 29 sièges à pourvoir au conseil municipal (population légale 2022 : 6 026 habitants)
- 5 sièges à pourvoir au conseil communautaire (CA du Pays de Fontainebleau)

| Tête de liste | Tête de liste | Parti(s) | Nuance | Premier tour | Premier tour | Second tour | Second tour | Sièges | Sièges |
| Tête de liste | Tête de liste | Parti(s) | Nuance | Voix         | %            | Voix        | %           | CM     | CC     |
| ------------- | ------------- | -------- | ------ | ------------ | ------------ | ----------- | ----------- | ------ | ------ |

### Brie-Comte-Robert
- Maire sortant : Jean Laviolette (PS)
- 33 sièges à pourvoir au conseil municipal (population légale 2022 : 18 999 habitants)
- 15 sièges à pourvoir au conseil communautaire (CC de l'Orée de la Brie)

| Tête de liste | Tête de liste | Parti(s) | Nuance | Premier tour | Premier tour | Second tour | Second tour | Sièges | Sièges |
| Tête de liste | Tête de liste | Parti(s) | Nuance | Voix         | %            | Voix        | %           | CM     | CC     |
| ------------- | ------------- | -------- | ------ | ------------ | ------------ | ----------- | ----------- | ------ | ------ |

### Brou-sur-Chantereine
- Maire sortante : Stéphanie Barnier (DVG)
- 29 sièges à pourvoir au conseil municipal (population légale 2022 : 5 094 habitants)
- 1 siège à pourvoir au conseil communautaire (CA Paris - Vallée de la Marne)

| Tête de liste | Tête de liste | Parti(s) | Nuance | Premier tour | Premier tour | Second tour | Second tour | Sièges | Sièges |
| Tête de liste | Tête de liste | Parti(s) | Nuance | Voix         | %            | Voix        | %           | CM     | CC     |
| ------------- | ------------- | -------- | ------ | ------------ | ------------ | ----------- | ----------- | ------ | ------ |

### Bussy-Saint-Georges
- Maire sortant : Yann Dubosc (LR)
- 35 sièges à pourvoir au conseil municipal (population légale 2022 : 26 334 habitants)
- 15 sièges à pourvoir au conseil communautaire (CA de Marne et Gondoire)

| Tête de liste | Tête de liste | Parti(s) | Nuance | Premier tour | Premier tour | Second tour | Second tour | Sièges | Sièges |
| Tête de liste | Tête de liste | Parti(s) | Nuance | Voix         | %            | Voix        | %           | CM     | CC     |
| ------------- | ------------- | -------- | ------ | ------------ | ------------ | ----------- | ----------- | ------ | ------ |

### Cesson
- Maire sortant : Olivier Chaplet (DVD)
- 33 sièges à pourvoir au conseil municipal (population légale 2022 : 11 141 habitants)
- 2 sièges à pourvoir au conseil communautaire (CA Grand Paris Sud)

| Tête de liste | Tête de liste | Parti(s) | Nuance | Premier tour | Premier tour | Second tour | Second tour | Sièges | Sièges |
| Tête de liste | Tête de liste | Parti(s) | Nuance | Voix         | %            | Voix        | %           | CM     | CC     |
| ------------- | ------------- | -------- | ------ | ------------ | ------------ | ----------- | ----------- | ------ | ------ |

### Champagne-sur-Seine
- Maire sortant : Michel Gonord (HOR)
- 29 sièges à pourvoir au conseil municipal (population légale 2022 : 6 491 habitants)
- 8 sièges à pourvoir au conseil communautaire (CC Moret Seine et Loing)

| Tête de liste | Tête de liste | Parti(s) | Nuance | Premier tour | Premier tour | Second tour | Second tour | Sièges | Sièges |
| Tête de liste | Tête de liste | Parti(s) | Nuance | Voix         | %            | Voix        | %           | CM     | CC     |
| ------------- | ------------- | -------- | ------ | ------------ | ------------ | ----------- | ----------- | ------ | ------ |

### Champs-sur-Marne
- Maire sortante : Maud Tallet (PCF)
- 35 sièges à pourvoir au conseil municipal (population légale 2022 : 26 661 habitants)
- 7 sièges à pourvoir au conseil communautaire (CA Paris -Vallée de la Marne)

| Tête de liste | Tête de liste | Parti(s) | Nuance | Premier tour | Premier tour | Second tour | Second tour | Sièges | Sièges |
| Tête de liste | Tête de liste | Parti(s) | Nuance | Voix         | %            | Voix        | %           | CM     | CC     |
| ------------- | ------------- | -------- | ------ | ------------ | ------------ | ----------- | ----------- | ------ | ------ |

### Chanteloup-en-Brie
- Maire sortant : Olivier Colaisseau (DVD)
- 27 sièges à pourvoir au conseil municipal (population légale 2022 : 4 166 habitants)
- 2 sièges à pourvoir au conseil communautaire (CA de Marne et Gondoire)

| Tête de liste | Tête de liste | Parti(s) | Nuance | Premier tour | Premier tour | Second tour | Second tour | Sièges | Sièges |
| Tête de liste | Tête de liste | Parti(s) | Nuance | Voix         | %            | Voix        | %           | CM     | CC     |
| ------------- | ------------- | -------- | ------ | ------------ | ------------ | ----------- | ----------- | ------ | ------ |

### Le Châtelet-en-Brie
- Maire sortante : Patricia Torcol (DVD)
- 27 sièges à pourvoir au conseil municipal (population légale 2022 : 4 231 habitants)
- 6 sièges à pourvoir au conseil communautaire (CC Brie des Rivières et Châteaux)

| Tête de liste | Tête de liste | Parti(s) | Nuance | Premier tour | Premier tour | Second tour | Second tour | Sièges | Sièges |
| Tête de liste | Tête de liste | Parti(s) | Nuance | Voix         | %            | Voix        | %           | CM     | CC     |
| ------------- | ------------- | -------- | ------ | ------------ | ------------ | ----------- | ----------- | ------ | ------ |

### Chelles
- Maire sortant : Brice Rabaste (LR)
- 45 sièges à pourvoir au conseil municipal (population légale 2022 : 54 372 habitants)
- 16 sièges à pourvoir au conseil communautaire (CA Paris - Vallée de la Marne)

| Tête de liste            | Tête de liste | Parti(s) | Nuance | Premier tour | Premier tour | Second tour | Second tour | Sièges | Sièges |
| Tête de liste            | Tête de liste | Parti(s) | Nuance | Voix         | %            | Voix        | %           | CM     | CC     |
| ------------------------ | ------------- | -------- | ------ | ------------ | ------------ | ----------- | ----------- | ------ | ------ |
|                          | Salim Drici   | SE       |        |              |              |             |             |        |        |
|                          |               |          |        |              |              |             |             |        |        |
| Exprimés                 |               |          |        |              |              |             |             |        |        |
| Votes blancs             |               |          |        |              |              |             |             |        |        |
| Votes nuls               |               |          |        |              |              |             |             |        |        |
| Total                    | Total         | Total    | Total  |              | 100          |             | 100         | 45     | 16     |
| Absentions               |               |          |        |              |              |             |             |        |        |
| Inscrits / participation |               |          |        |              |              |             |             |        |        |

### Chessy
- Maire sortant : Olivier Bourjot (DVD)
- 29 sièges à pourvoir au conseil municipal (population légale 2022 : 7 242 habitants)
- 6 sièges à pourvoir au conseil communautaire (Val d'Europe Agglomération)

| Tête de liste | Tête de liste | Parti(s) | Nuance | Premier tour | Premier tour | Second tour | Second tour | Sièges | Sièges |
| Tête de liste | Tête de liste | Parti(s) | Nuance | Voix         | %            | Voix        | %           | CM     | CC     |
| ------------- | ------------- | -------- | ------ | ------------ | ------------ | ----------- | ----------- | ------ | ------ |

### Chevry-Cossigny
- Maire sortant : Jonathan Wofsy (PS)
- 27 sièges à pourvoir au conseil municipal (population légale 2022 : 4 019 habitants)
- 6 sièges à pourvoir au conseil communautaire (CC de l'Orée de la Brie)

| Tête de liste | Tête de liste | Parti(s) | Nuance | Premier tour | Premier tour | Second tour | Second tour | Sièges | Sièges |
| Tête de liste | Tête de liste | Parti(s) | Nuance | Voix         | %            | Voix        | %           | CM     | CC     |
| ------------- | ------------- | -------- | ------ | ------------ | ------------ | ----------- | ----------- | ------ | ------ |

### Claye-Souilly
- Maire sortant : Jean-Luc Servières (DVC)
- 33 sièges à pourvoir au conseil municipal (population légale 2022 : 12 381 habitants)
- 3 sièges à pourvoir au conseil communautaire (CA Roissy Pays de France)

| Tête de liste | Tête de liste | Parti(s) | Nuance | Premier tour | Premier tour | Second tour | Second tour | Sièges | Sièges |
| Tête de liste | Tête de liste | Parti(s) | Nuance | Voix         | %            | Voix        | %           | CM     | CC     |
| ------------- | ------------- | -------- | ------ | ------------ | ------------ | ----------- | ----------- | ------ | ------ |

### Combs-la-Ville
- Maire sortant : Guy Geoffroy (LR)
- 35 sièges à pourvoir au conseil municipal (population légale 2022 : 22 712 habitants)
- 5 sièges à pourvoir au conseil communautaire (CA Grand Paris Sud)

| Tête de liste | Tête de liste | Parti(s) | Nuance | Premier tour | Premier tour | Second tour | Second tour | Sièges | Sièges |
| Tête de liste | Tête de liste | Parti(s) | Nuance | Voix         | %            | Voix        | %           | CM     | CC     |
| ------------- | ------------- | -------- | ------ | ------------ | ------------ | ----------- | ----------- | ------ | ------ |

### Coulommiers
- Maire sortante : Laurence Picard (RE)
- 33 sièges à pourvoir au conseil municipal (population légale 2022 : 15 696 habitants)
- 13 sièges à pourvoir au conseil communautaire (CA Coulommiers Pays de Brie)

| Tête de liste | Tête de liste | Parti(s) | Nuance | Premier tour | Premier tour | Second tour | Second tour | Sièges | Sièges |
| Tête de liste | Tête de liste | Parti(s) | Nuance | Voix         | %            | Voix        | %           | CM     | CC     |
| ------------- | ------------- | -------- | ------ | ------------ | ------------ | ----------- | ----------- | ------ | ------ |

### Courtry
- Maire sortant : Xavier Vanderbise (LR)
- 29 sièges à pourvoir au conseil municipal (population légale 2022 : 7 107 habitants)
- 1 siège à pourvoir au conseil communautaire (CA Paris - Vallée de la Marne)

| Tête de liste            | Tête de liste      | Parti(s) | Nuance | Premier tour | Premier tour | Second tour | Second tour | Sièges | Sièges |
| Tête de liste            | Tête de liste      | Parti(s) | Nuance | Voix         | %            | Voix        | %           | CM     | CC     |
| ------------------------ | ------------------ | -------- | ------ | ------------ | ------------ | ----------- | ----------- | ------ | ------ |
|                          | Xavier Vanderbise, | LR       |        |              |              |             |             |        |        |
|                          |                    |          |        |              |              |             |             |        |        |
| Exprimés                 |                    |          |        |              |              |             |             |        |        |
| Votes blancs             |                    |          |        |              |              |             |             |        |        |
| Votes nuls               |                    |          |        |              |              |             |             |        |        |
| Total                    | Total              | Total    | Total  |              | 100          |             | 100         | 29     | 1      |
| Absentions               |                    |          |        |              |              |             |             |        |        |
| Inscrits / participation |                    |          |        |              |              |             |             |        |        |

### Crécy-la-Chapelle
- Maire sortante : Christine Autenzio (SE)
- 27 sièges à pourvoir au conseil municipal (population légale 2022 : 4 881 habitants)
- 3 sièges à pourvoir au conseil communautaire (CA Coulommiers Pays de Brie)

| Tête de liste | Tête de liste | Parti(s) | Nuance | Premier tour | Premier tour | Second tour | Second tour | Sièges | Sièges |
| Tête de liste | Tête de liste | Parti(s) | Nuance | Voix         | %            | Voix        | %           | CM     | CC     |
| ------------- | ------------- | -------- | ------ | ------------ | ------------ | ----------- | ----------- | ------ | ------ |

### Crégy-lès-Meaux
- Maire sortant : Gérard Chomont (DVG)
- 29 sièges à pourvoir au conseil municipal (population légale 2022 : 5 419 habitants)
- 4 sièges à pourvoir au conseil communautaire (CA Pays de Meaux)

| Tête de liste            | Tête de liste            | Parti(s) | Nuance | Premier tour | Premier tour | Second tour | Second tour | Sièges | Sièges |
| Tête de liste            | Tête de liste            | Parti(s) | Nuance | Voix         | %            | Voix        | %           | CM     | CC     |
| ------------------------ | ------------------------ | -------- | ------ | ------------ | ------------ | ----------- | ----------- | ------ | ------ |
|                          | Youssef Idrissi-Ouaggag, | DVG      |        |              |              |             |             |        |        |
|                          | Bruno Rougier            | SE       |        |              |              |             |             |        |        |
|                          |                          |          |        |              |              |             |             |        |        |
| Exprimés                 |                          |          |        |              |              |             |             |        |        |
| Votes blancs             |                          |          |        |              |              |             |             |        |        |
| Votes nuls               |                          |          |        |              |              |             |             |        |        |
| Total                    | Total                    | Total    | Total  |              | 100          |             | 100         | 29     | 4      |
| Absentions               |                          |          |        |              |              |             |             |        |        |
| Inscrits / participation |                          |          |        |              |              |             |             |        |        |

### Dammarie-les-Lys
- Maire sortant : Gilles Battail (LR)
- 35 sièges à pourvoir au conseil municipal (population légale 2022 : 23 252 habitants)
- 11 sièges à pourvoir au conseil communautaire (CA Melun Val de Seine)

| Tête de liste | Tête de liste | Parti(s) | Nuance | Premier tour | Premier tour | Second tour | Second tour | Sièges | Sièges |
| Tête de liste | Tête de liste | Parti(s) | Nuance | Voix         | %            | Voix        | %           | CM     | CC     |
| ------------- | ------------- | -------- | ------ | ------------ | ------------ | ----------- | ----------- | ------ | ------ |

### Dammartin-en-Goële
- Maire sortant : Vincent Clavier (DVD)
- 33 sièges à pourvoir au conseil municipal (population légale 2022 : 11 508 habitants)
- 2 sièges à pourvoir au conseil communautaire (CA Roissy Pays de France)

| Tête de liste | Tête de liste | Parti(s) | Nuance | Premier tour | Premier tour | Second tour | Second tour | Sièges | Sièges |
| Tête de liste | Tête de liste | Parti(s) | Nuance | Voix         | %            | Voix        | %           | CM     | CC     |
| ------------- | ------------- | -------- | ------ | ------------ | ------------ | ----------- | ----------- | ------ | ------ |

### Émerainville
- Maire sortant : Alain Kelyor (RE)
- 29 sièges à pourvoir au conseil municipal (population légale 2022 : 7 536 habitants)
- 2 sièges à pourvoir au conseil communautaire (CA Paris - Vallée de la Marne)

| Tête de liste | Tête de liste | Parti(s) | Nuance | Premier tour | Premier tour | Second tour | Second tour | Sièges | Sièges |
| Tête de liste | Tête de liste | Parti(s) | Nuance | Voix         | %            | Voix        | %           | CM     | CC     |
| ------------- | ------------- | -------- | ------ | ------------ | ------------ | ----------- | ----------- | ------ | ------ |

### Esbly
- Maire sortant : Ghislain Delvaux (SE)
- 29 sièges à pourvoir au conseil municipal (population légale 2022 : 6 237 habitants)
- 6 sièges à pourvoir au conseil communautaire (Val d'Europe Agglomération)

| Tête de liste | Tête de liste | Parti(s) | Nuance | Premier tour | Premier tour | Second tour | Second tour | Sièges | Sièges |
| Tête de liste | Tête de liste | Parti(s) | Nuance | Voix         | %            | Voix        | %           | CM     | CC     |
| ------------- | ------------- | -------- | ------ | ------------ | ------------ | ----------- | ----------- | ------ | ------ |

### La Ferté-Gaucher
- Maire sortant : Michel Jozon (DVC)
- 27 sièges à pourvoir au conseil municipal (population légale 2022 : 4 762 habitants)
- 9 sièges à pourvoir au conseil communautaire (CC des Deux Morins)

| Tête de liste | Tête de liste | Parti(s) | Nuance | Premier tour | Premier tour | Second tour | Second tour | Sièges | Sièges |
| Tête de liste | Tête de liste | Parti(s) | Nuance | Voix         | %            | Voix        | %           | CM     | CC     |
| ------------- | ------------- | -------- | ------ | ------------ | ------------ | ----------- | ----------- | ------ | ------ |

### La Ferté-sous-Jouarre
- Maire sortant : Ugo Pezzetta (DVD)
- 33 sièges à pourvoir au conseil municipal (population légale 2022 : 10 004 habitants)
- 8 sièges à pourvoir au conseil communautaire (CA Coulommiers Pays de Brie)

| Tête de liste | Tête de liste | Parti(s) | Nuance | Premier tour | Premier tour | Second tour | Second tour | Sièges | Sièges |
| Tête de liste | Tête de liste | Parti(s) | Nuance | Voix         | %            | Voix        | %           | CM     | CC     |
| ------------- | ------------- | -------- | ------ | ------------ | ------------ | ----------- | ----------- | ------ | ------ |

### Fontainebleau
- Maire sortant : Julien Gondard (SE)
- 33 sièges à pourvoir au conseil municipal (population légale 2022 : 15 787 habitants)
- 12 sièges à pourvoir au conseil communautaire (CA du Pays de Fontainebleau)

| Tête de liste | Tête de liste | Parti(s) | Nuance | Premier tour | Premier tour | Second tour | Second tour | Sièges | Sièges |
| Tête de liste | Tête de liste | Parti(s) | Nuance | Voix         | %            | Voix        | %           | CM     | CC     |
| ------------- | ------------- | -------- | ------ | ------------ | ------------ | ----------- | ----------- | ------ | ------ |

### Fontenay-Trésigny
- Maire sortant : Patrick Rossilli (DVG)
- 29 sièges à pourvoir au conseil municipal (population légale 2022 : 5 887 habitants)
- 7 sièges à pourvoir au conseil communautaire (CC du Val Briard)

| Tête de liste | Tête de liste | Parti(s) | Nuance | Premier tour | Premier tour | Second tour | Second tour | Sièges | Sièges |
| Tête de liste | Tête de liste | Parti(s) | Nuance | Voix         | %            | Voix        | %           | CM     | CC     |
| ------------- | ------------- | -------- | ------ | ------------ | ------------ | ----------- | ----------- | ------ | ------ |

### Gretz-Armainvilliers
- Maire sortant : Jean Paul Garcia Robin (DVD)
- 29 sièges à pourvoir au conseil municipal (population légale 2022 : 8 682 habitants)
- 5 sièges à pourvoir au conseil communautaire (CC Les Portes Briardes Entre Villes et Forêts)

| Tête de liste | Tête de liste | Parti(s) | Nuance | Premier tour | Premier tour | Second tour | Second tour | Sièges | Sièges |
| Tête de liste | Tête de liste | Parti(s) | Nuance | Voix         | %            | Voix        | %           | CM     | CC     |
| ------------- | ------------- | -------- | ------ | ------------ | ------------ | ----------- | ----------- | ------ | ------ |

### Guignes
- Maire sortant : Manuel Medeiros (SE)
- 27 sièges à pourvoir au conseil municipal (population légale 2022 : 4 434 habitants)
- 5 sièges à pourvoir au conseil communautaire (CC Brie des Rivières et Châteaux)

| Tête de liste | Tête de liste | Parti(s) | Nuance | Premier tour | Premier tour | Second tour | Second tour | Sièges | Sièges |
| Tête de liste | Tête de liste | Parti(s) | Nuance | Voix         | %            | Voix        | %           | CM     | CC     |
| ------------- | ------------- | -------- | ------ | ------------ | ------------ | ----------- | ----------- | ------ | ------ |

### Jouarre
- Maire sortant : Fabien Vallée (UDR)
- 27 sièges à pourvoir au conseil municipal (population légale 2022 : 4 262 habitants)
- 3 sièges à pourvoir au conseil communautaire (CA Coulommiers Pays de Brie)

| Tête de liste | Tête de liste | Parti(s) | Nuance | Premier tour | Premier tour | Second tour | Second tour | Sièges | Sièges |
| Tête de liste | Tête de liste | Parti(s) | Nuance | Voix         | %            | Voix        | %           | CM     | CC     |
| ------------- | ------------- | -------- | ------ | ------------ | ------------ | ----------- | ----------- | ------ | ------ |

### Lagny-sur-Marne
- Maire sortant : Jean-Paul Michel (HOR)
- 35 sièges à pourvoir au conseil municipal (population légale 2022 : 21 433 habitants)
- 11 sièges à pourvoir au conseil communautaire (CA de Marne et Gondoire)

| Tête de liste | Tête de liste | Parti(s) | Nuance | Premier tour | Premier tour | Second tour | Second tour | Sièges | Sièges |
| Tête de liste | Tête de liste | Parti(s) | Nuance | Voix         | %            | Voix        | %           | CM     | CC     |
| ------------- | ------------- | -------- | ------ | ------------ | ------------ | ----------- | ----------- | ------ | ------ |

### Lésigny
- Maire sortant : Michel Papin (HOR)
- 29 sièges à pourvoir au conseil municipal (population légale 2022 : 7 015 habitants)
- 5 sièges à pourvoir au conseil communautaire (CC Les Portes Briardes Entre Villes et Forêts)

| Tête de liste | Tête de liste | Parti(s) | Nuance | Premier tour | Premier tour | Second tour | Second tour | Sièges | Sièges |
| Tête de liste | Tête de liste | Parti(s) | Nuance | Voix         | %            | Voix        | %           | CM     | CC     |
| ------------- | ------------- | -------- | ------ | ------------ | ------------ | ----------- | ----------- | ------ | ------ |

### Lieusaint
- Maire sortant : Michel Bisson (PS)
- 33 sièges à pourvoir au conseil municipal (population légale 2022 : 14 096 habitants)
- 3 sièges à pourvoir au conseil communautaire (CA Grand Paris Sud)

| Tête de liste | Tête de liste | Parti(s) | Nuance | Premier tour | Premier tour | Second tour | Second tour | Sièges | Sièges |
| Tête de liste | Tête de liste | Parti(s) | Nuance | Voix         | %            | Voix        | %           | CM     | CC     |
| ------------- | ------------- | -------- | ------ | ------------ | ------------ | ----------- | ----------- | ------ | ------ |

### Lognes
- Maire sortant : Nicolas Delaunay (PS)
- 33 sièges à pourvoir au conseil municipal (population légale 2022 : 14 678 habitants)
- 4 sièges à pourvoir au conseil communautaire (CA Paris - Vallée de la Marne)

| Tête de liste | Tête de liste | Parti(s) | Nuance | Premier tour | Premier tour | Second tour | Second tour | Sièges | Sièges |
| Tête de liste | Tête de liste | Parti(s) | Nuance | Voix         | %            | Voix        | %           | CM     | CC     |
| ------------- | ------------- | -------- | ------ | ------------ | ------------ | ----------- | ----------- | ------ | ------ |

### Magny-le-Hongre
- Maire sortante : Véronique Flament-Bjarstal (DVD)
- 29 sièges à pourvoir au conseil municipal (population légale 2022 : 9 058 habitants)
- 8 sièges à pourvoir au conseil communautaire (Val d'Europe Agglomération)

| Tête de liste | Tête de liste | Parti(s) | Nuance | Premier tour | Premier tour | Second tour | Second tour | Sièges | Sièges |
| Tête de liste | Tête de liste | Parti(s) | Nuance | Voix         | %            | Voix        | %           | CM     | CC     |
| ------------- | ------------- | -------- | ------ | ------------ | ------------ | ----------- | ----------- | ------ | ------ |

### Meaux
- Maire sortant : Jean-François Copé (LR)
- 45 sièges à pourvoir au conseil municipal (population légale 2022 : 56 659 habitants)
- 33 sièges à pourvoir au conseil communautaire (CA Pays de Meaux)

| Tête de liste            | Tête de liste       | Parti(s) | Nuance | Premier tour | Premier tour | Second tour | Second tour | Sièges | Sièges |
| Tête de liste            | Tête de liste       | Parti(s) | Nuance | Voix         | %            | Voix        | %           | CM     | CC     |
| ------------------------ | ------------------- | -------- | ------ | ------------ | ------------ | ----------- | ----------- | ------ | ------ |
|                          | Jean-François Copé, | LR       |        |              |              |             |             |        |        |
|                          | Béatrice Roullaud   | RN       |        |              |              |             |             |        |        |
|                          |                     |          |        |              |              |             |             |        |        |
| Exprimés                 |                     |          |        |              |              |             |             |        |        |
| Votes blancs             |                     |          |        |              |              |             |             |        |        |
| Votes nuls               |                     |          |        |              |              |             |             |        |        |
| Total                    | Total               | Total    | Total  |              | 100          |             | 100         | 45     | 33     |
| Absentions               |                     |          |        |              |              |             |             |        |        |
| Inscrits / participation |                     |          |        |              |              |             |             |        |        |

### Le Mée-sur-Seine
- Maire sortant : Franck Vernin (UDI)
- 33 sièges à pourvoir au conseil municipal (population légale 2022 : 19 527 habitants)
- 11 sièges à pourvoir au conseil communautaire (CA Melun Val de Seine)

| Tête de liste | Tête de liste | Parti(s) | Nuance | Premier tour | Premier tour | Second tour | Second tour | Sièges | Sièges |
| Tête de liste | Tête de liste | Parti(s) | Nuance | Voix         | %            | Voix        | %           | CM     | CC     |
| ------------- | ------------- | -------- | ------ | ------------ | ------------ | ----------- | ----------- | ------ | ------ |

### Melun
- Maire sortant : Kadir Mebarek (HOR)
- 43 sièges à pourvoir au conseil municipal (population légale 2022 : 43 685 habitants)
- 21 sièges à pourvoir au conseil communautaire (CA Melun Val de Seine)

| Tête de liste | Tête de liste | Parti(s) | Nuance | Premier tour | Premier tour | Second tour | Second tour | Sièges | Sièges |
| Tête de liste | Tête de liste | Parti(s) | Nuance | Voix         | %            | Voix        | %           | CM     | CC     |
| ------------- | ------------- | -------- | ------ | ------------ | ------------ | ----------- | ----------- | ------ | ------ |

### Mitry-Mory
- Maire sortant : Charlotte Blandiot-Faride (PCF)
- 35 sièges à pourvoir au conseil municipal (population légale 2022 : 20 393 habitants)
- 5 sièges à pourvoir au conseil communautaire (CA Roissy Pays de France)

| Tête de liste | Tête de liste | Parti(s) | Nuance | Premier tour | Premier tour | Second tour | Second tour | Sièges | Sièges |
| Tête de liste | Tête de liste | Parti(s) | Nuance | Voix         | %            | Voix        | %           | CM     | CC     |
| ------------- | ------------- | -------- | ------ | ------------ | ------------ | ----------- | ----------- | ------ | ------ |

### Moissy-Cramayel
- Maire sortante : Line Magne (PS)
- 33 sièges à pourvoir au conseil municipal (population légale 2022 : 18 498 habitants)
- 4 sièges à pourvoir au conseil communautaire (CA Grand Paris Sud)

| Tête de liste | Tête de liste | Parti(s) | Nuance | Premier tour | Premier tour | Second tour | Second tour | Sièges | Sièges |
| Tête de liste | Tête de liste | Parti(s) | Nuance | Voix         | %            | Voix        | %           | CM     | CC     |
| ------------- | ------------- | -------- | ------ | ------------ | ------------ | ----------- | ----------- | ------ | ------ |

### Montereau-Fault-Yonne
- Maire sortant : James Chéron (UDI)
- 35 sièges à pourvoir au conseil municipal (population légale 2022 : 21 840 habitants)
- 21 sièges à pourvoir au conseil communautaire (CC du Pays de Monterau)

| Tête de liste | Tête de liste | Parti(s) | Nuance | Premier tour | Premier tour | Second tour | Second tour | Sièges | Sièges |
| Tête de liste | Tête de liste | Parti(s) | Nuance | Voix         | %            | Voix        | %           | CM     | CC     |
| ------------- | ------------- | -------- | ------ | ------------ | ------------ | ----------- | ----------- | ------ | ------ |

### Montévrain
- Maire sortant : Christian Robache (HOR)
- 33 sièges à pourvoir au conseil municipal (population légale 2022 : 14 847 habitants)
- 6 sièges à pourvoir au conseil communautaire (CA de Marne et Gondoire)

| Tête de liste | Tête de liste | Parti(s) | Nuance | Premier tour | Premier tour | Second tour | Second tour | Sièges | Sièges |
| Tête de liste | Tête de liste | Parti(s) | Nuance | Voix         | %            | Voix        | %           | CM     | CC     |
| ------------- | ------------- | -------- | ------ | ------------ | ------------ | ----------- | ----------- | ------ | ------ |

### Moret-Loing-et-Orvanne
- Maire sortant : Dikran Zakeossian (DVG)
- 35 sièges à pourvoir au conseil municipal (population légale 2022 : 12 576 habitants)
- 16 sièges à pourvoir au conseil communautaire (CC Moret Seine et Loing)

| Tête de liste            | Tête de liste | Parti(s) | Nuance | Premier tour | Premier tour | Second tour | Second tour | Sièges | Sièges |
| Tête de liste            | Tête de liste | Parti(s) | Nuance | Voix         | %            | Voix        | %           | CM     | CC     |
| ------------------------ | ------------- | -------- | ------ | ------------ | ------------ | ----------- | ----------- | ------ | ------ |
|                          | Hervé Letoret | SE       |        |              |              |             |             |        |        |
|                          |               |          |        |              |              |             |             |        |        |
| Exprimés                 |               |          |        |              |              |             |             |        |        |
| Votes blancs             |               |          |        |              |              |             |             |        |        |
| Votes nuls               |               |          |        |              |              |             |             |        |        |
| Total                    | Total         | Total    | Total  |              | 100          |             | 100         | 35     | 16     |
| Absentions               |               |          |        |              |              |             |             |        |        |
| Inscrits / participation |               |          |        |              |              |             |             |        |        |

### Mormant
- Maire sortant : Pierre-Yves Nicot (DVD)
- 29 sièges à pourvoir au conseil municipal (population légale 2022 : 5 280 habitants)
- 7 sièges à pourvoir au conseil communautaire (CC de la Brie Nangissienne)

| Tête de liste | Tête de liste | Parti(s) | Nuance | Premier tour | Premier tour | Second tour | Second tour | Sièges | Sièges |
| Tête de liste | Tête de liste | Parti(s) | Nuance | Voix         | %            | Voix        | %           | CM     | CC     |
| ------------- | ------------- | -------- | ------ | ------------ | ------------ | ----------- | ----------- | ------ | ------ |

### Mouroux
- Maire sortant : Jean-Louis Bogard	 (SE)
- 29 sièges à pourvoir au conseil municipal (population légale 2022 : 5 869 habitants)
- 4 sièges à pourvoir au conseil communautaire (CA Coulommiers Pays de Brie)

| Tête de liste | Tête de liste | Parti(s) | Nuance | Premier tour | Premier tour | Second tour | Second tour | Sièges | Sièges |
| Tête de liste | Tête de liste | Parti(s) | Nuance | Voix         | %            | Voix        | %           | CM     | CC     |
| ------------- | ------------- | -------- | ------ | ------------ | ------------ | ----------- | ----------- | ------ | ------ |

### Nandy
- Maire sortant : René Réthoré (PS)
- 29 sièges à pourvoir au conseil municipal (population légale 2022 : 6 322 habitants)
- 1 siège à pourvoir au conseil communautaire (CA Grand Paris Sud)

| Tête de liste | Tête de liste | Parti(s) | Nuance | Premier tour | Premier tour | Second tour | Second tour | Sièges | Sièges |
| Tête de liste | Tête de liste | Parti(s) | Nuance | Voix         | %            | Voix        | %           | CM     | CC     |
| ------------- | ------------- | -------- | ------ | ------------ | ------------ | ----------- | ----------- | ------ | ------ |

### Nangis
- Maire sortante : Nolwenn Le Bouter (LR)
- 29 sièges à pourvoir au conseil municipal (population légale 2022 : 8 883 habitants)
- 14 sièges à pourvoir au conseil communautaire (CC de la Brie Nangissienne)

| Tête de liste | Tête de liste | Parti(s) | Nuance | Premier tour | Premier tour | Second tour | Second tour | Sièges | Sièges |
| Tête de liste | Tête de liste | Parti(s) | Nuance | Voix         | %            | Voix        | %           | CM     | CC     |
| ------------- | ------------- | -------- | ------ | ------------ | ------------ | ----------- | ----------- | ------ | ------ |

### Nanteuil-lès-Meaux
- Maire sortant : Régis Sarazin (DVD)
- 29 sièges à pourvoir au conseil municipal (population légale 2022 : 7 054 habitants)
- 5 sièges à pourvoir au conseil communautaire (CA Pays de Meaux)

| Tête de liste | Tête de liste | Parti(s) | Nuance | Premier tour | Premier tour | Second tour | Second tour | Sièges | Sièges |
| Tête de liste | Tête de liste | Parti(s) | Nuance | Voix         | %            | Voix        | %           | CM     | CC     |
| ------------- | ------------- | -------- | ------ | ------------ | ------------ | ----------- | ----------- | ------ | ------ |

### Nemours
- Maire sortante : Valérie Lacroute (LR)
- 33 sièges à pourvoir au conseil municipal (population légale 2022 : 13 118 habitants)
- 19 sièges à pourvoir au conseil communautaire (CC Pays de Nemours)

| Tête de liste | Tête de liste | Parti(s) | Nuance | Premier tour | Premier tour | Second tour | Second tour | Sièges | Sièges |
| Tête de liste | Tête de liste | Parti(s) | Nuance | Voix         | %            | Voix        | %           | CM     | CC     |
| ------------- | ------------- | -------- | ------ | ------------ | ------------ | ----------- | ----------- | ------ | ------ |

### Noisiel
- Maire sortant : Mathieu Viskovic (PS)
- 33 sièges à pourvoir au conseil municipal (population légale 2022 : 15 927 habitants)
- 4 sièges à pourvoir au conseil communautaire (CA Paris - Vallée de la Marne)

| Tête de liste | Tête de liste | Parti(s) | Nuance | Premier tour | Premier tour | Second tour | Second tour | Sièges | Sièges |
| Tête de liste | Tête de liste | Parti(s) | Nuance | Voix         | %            | Voix        | %           | CM     | CC     |
| ------------- | ------------- | -------- | ------ | ------------ | ------------ | ----------- | ----------- | ------ | ------ |

### Othis
- Maire sortant : Bernard Corneille (DVG)
- 29 sièges à pourvoir au conseil municipal (population légale 2022 : 6 741 habitants)
- 1 siège à pourvoir au conseil communautaire (CA Roissy Pays de France)

| Tête de liste | Tête de liste | Parti(s) | Nuance | Premier tour | Premier tour | Second tour | Second tour | Sièges | Sièges |
| Tête de liste | Tête de liste | Parti(s) | Nuance | Voix         | %            | Voix        | %           | CM     | CC     |
| ------------- | ------------- | -------- | ------ | ------------ | ------------ | ----------- | ----------- | ------ | ------ |

### Ozoir-la-Ferrière
- Maire sortante : Christine Fleck (LR)
- 35 sièges à pourvoir au conseil municipal (population légale 2022 : 20 969 habitants)
- 13 sièges à pourvoir au conseil communautaire (CC Les Portes Briardes Entre Villes et Forêts)

| Tête de liste | Tête de liste | Parti(s) | Nuance | Premier tour | Premier tour | Second tour | Second tour | Sièges | Sièges |
| Tête de liste | Tête de liste | Parti(s) | Nuance | Voix         | %            | Voix        | %           | CM     | CC     |
| ------------- | ------------- | -------- | ------ | ------------ | ------------ | ----------- | ----------- | ------ | ------ |

### Pomponne
- Maire sortant : Arnaud Brunet (DVC)
- 27 sièges à pourvoir au conseil municipal (population légale 2022 : 4 149 habitants)
- 2 sièges à pourvoir au conseil communautaire (CA de Marne et Gondoire)

| Tête de liste | Tête de liste | Parti(s) | Nuance | Premier tour | Premier tour | Second tour | Second tour | Sièges | Sièges |
| Tête de liste | Tête de liste | Parti(s) | Nuance | Voix         | %            | Voix        | %           | CM     | CC     |
| ------------- | ------------- | -------- | ------ | ------------ | ------------ | ----------- | ----------- | ------ | ------ |

### Pontault-Combault
- Maire sortant : Gilles Bord (LC)
- 39 sièges à pourvoir au conseil municipal (population légale 2022 : 38 941 habitants)
- 11 sièges à pourvoir au conseil communautaire (CA Paris - Vallée de la Marne)

| Tête de liste | Tête de liste | Parti(s) | Nuance | Premier tour | Premier tour | Second tour | Second tour | Sièges | Sièges |
| Tête de liste | Tête de liste | Parti(s) | Nuance | Voix         | %            | Voix        | %           | CM     | CC     |
| ------------- | ------------- | -------- | ------ | ------------ | ------------ | ----------- | ----------- | ------ | ------ |

### Provins
- Maire sortant : Olivier Lavenka (LR)
- 33 sièges à pourvoir au conseil municipal (population légale 2022 : 11 824 habitants)
- 20 sièges à pourvoir au conseil communautaire (CC du Provinois)

| Tête de liste | Tête de liste | Parti(s) | Nuance | Premier tour | Premier tour | Second tour | Second tour | Sièges | Sièges |
| Tête de liste | Tête de liste | Parti(s) | Nuance | Voix         | %            | Voix        | %           | CM     | CC     |
| ------------- | ------------- | -------- | ------ | ------------ | ------------ | ----------- | ----------- | ------ | ------ |

### Quincy-Voisins
- Maire sortant : Denis Lemaire (DVG)
- 29 sièges à pourvoir au conseil municipal (population légale 2022 : 5 506 habitants)
- 4 sièges à pourvoir au conseil communautaire (CA Pays de Meaux)

| Tête de liste | Tête de liste | Parti(s) | Nuance | Premier tour | Premier tour | Second tour | Second tour | Sièges | Sièges |
| Tête de liste | Tête de liste | Parti(s) | Nuance | Voix         | %            | Voix        | %           | CM     | CC     |
| ------------- | ------------- | -------- | ------ | ------------ | ------------ | ----------- | ----------- | ------ | ------ |

### Roissy-en-Brie
- Maire sortant : François Bouchart (HOR)
- 35 sièges à pourvoir au conseil municipal (population légale 2022 : 23 521 habitants)
- 7 sièges à pourvoir au conseil communautaire (CA Paris - Vallée de la Marne)

| Tête de liste | Tête de liste | Parti(s) | Nuance | Premier tour | Premier tour | Second tour | Second tour | Sièges | Sièges |
| Tête de liste | Tête de liste | Parti(s) | Nuance | Voix         | %            | Voix        | %           | CM     | CC     |
| ------------- | ------------- | -------- | ------ | ------------ | ------------ | ----------- | ----------- | ------ | ------ |

### Saint-Fargeau-Ponthierry
- Maire sortante : Séverine Félix-Boron (DVG)
- 33 sièges à pourvoir au conseil municipal (population légale 2022 : 15 117 habitants)
- 7 sièges à pourvoir au conseil communautaire (CA Melun Val de Seine)

| Tête de liste | Tête de liste | Parti(s) | Nuance | Premier tour | Premier tour | Second tour | Second tour | Sièges | Sièges |
| Tête de liste | Tête de liste | Parti(s) | Nuance | Voix         | %            | Voix        | %           | CM     | CC     |
| ------------- | ------------- | -------- | ------ | ------------ | ------------ | ----------- | ----------- | ------ | ------ |

### Saint-Pathus
- Maire sortant : Benoît Dantec (SE)
- 29 sièges à pourvoir au conseil municipal (population légale 2022 : 6 478 habitants)
- 3 sièges à pourvoir au conseil communautaire (CC Plaines et Monts de France)

| Tête de liste | Tête de liste | Parti(s) | Nuance | Premier tour | Premier tour | Second tour | Second tour | Sièges | Sièges |
| Tête de liste | Tête de liste | Parti(s) | Nuance | Voix         | %            | Voix        | %           | CM     | CC     |
| ------------- | ------------- | -------- | ------ | ------------ | ------------ | ----------- | ----------- | ------ | ------ |

### Saint-Pierre-lès-Nemours
- Maire sortant : Bruno Landais (DVD)
- 29 sièges à pourvoir au conseil municipal (population légale 2022 : 5 424 habitants)
- 8 sièges à pourvoir au conseil communautaire (CC Pays de Nemours)

| Tête de liste            | Tête de liste  | Parti(s) | Nuance | Premier tour | Premier tour | Second tour | Second tour | Sièges | Sièges |
| Tête de liste            | Tête de liste  | Parti(s) | Nuance | Voix         | %            | Voix        | %           | CM     | CC     |
| ------------------------ | -------------- | -------- | ------ | ------------ | ------------ | ----------- | ----------- | ------ | ------ |
|                          | Bruno Landais, | DVD      |        |              |              |             |             |        |        |
|                          |                |          |        |              |              |             |             |        |        |
| Exprimés                 |                |          |        |              |              |             |             |        |        |
| Votes blancs             |                |          |        |              |              |             |             |        |        |
| Votes nuls               |                |          |        |              |              |             |             |        |        |
| Total                    | Total          | Total    | Total  |              | 100          |             | 100         | 29     | 8      |
| Absentions               |                |          |        |              |              |             |             |        |        |
| Inscrits / participation |                |          |        |              |              |             |             |        |        |

### Saint-Thibault-des-Vignes
- Maire sortant : Christian Plumard (DVD)
- 29 sièges à pourvoir au conseil municipal (population légale 2022 : 6 793 habitants)
- 3 sièges à pourvoir au conseil communautaire (CA de Marne et Gondoire)

| Tête de liste            | Tête de liste | Parti(s) | Nuance | Premier tour | Premier tour | Second tour | Second tour | Sièges | Sièges |
| Tête de liste            | Tête de liste | Parti(s) | Nuance | Voix         | %            | Voix        | %           | CM     | CC     |
| ------------------------ | ------------- | -------- | ------ | ------------ | ------------ | ----------- | ----------- | ------ | ------ |
|                          | Alain Buis    | SE       |        |              |              |             |             |        |        |
|                          |               |          |        |              |              |             |             |        |        |
| Exprimés                 |               |          |        |              |              |             |             |        |        |
| Votes blancs             |               |          |        |              |              |             |             |        |        |
| Votes nuls               |               |          |        |              |              |             |             |        |        |
| Total                    | Total         | Total    | Total  |              | 100          |             | 100         | 29     | 3      |
| Absentions               |               |          |        |              |              |             |             |        |        |
| Inscrits / participation |               |          |        |              |              |             |             |        |        |

### Savigny-le-Temple
- Maire sortante : Marie-Line Pichery (PS)
- 39 sièges à pourvoir au conseil municipal (population légale 2022 : 30 630 habitants)
- 7 sièges à pourvoir au conseil communautaire (CA Grand Paris Sud)

| Tête de liste | Tête de liste | Parti(s) | Nuance | Premier tour | Premier tour | Second tour | Second tour | Sièges | Sièges |
| Tête de liste | Tête de liste | Parti(s) | Nuance | Voix         | %            | Voix        | %           | CM     | CC     |
| ------------- | ------------- | -------- | ------ | ------------ | ------------ | ----------- | ----------- | ------ | ------ |

### Serris
- Maire sortant : Philippe Descrouet (UDI)
- 29 sièges à pourvoir au conseil municipal (population légale 2022 : 9 988 habitants)
- 9 sièges à pourvoir au conseil communautaire (Val d'Europe Agglomération)

| Tête de liste | Tête de liste | Parti(s) | Nuance | Premier tour | Premier tour | Second tour | Second tour | Sièges | Sièges |
| Tête de liste | Tête de liste | Parti(s) | Nuance | Voix         | %            | Voix        | %           | CM     | CC     |
| ------------- | ------------- | -------- | ------ | ------------ | ------------ | ----------- | ----------- | ------ | ------ |

### Souppes-sur-Loing
- Maire sortant : Pierre Babut (PS)
- 27 sièges à pourvoir au conseil municipal (population légale 2022 : 4 974 habitants)
- 10 sièges à pourvoir au conseil communautaire (CC Gâtinais-Val de Loing)

| Tête de liste | Tête de liste | Parti(s) | Nuance | Premier tour | Premier tour | Second tour | Second tour | Sièges | Sièges |
| Tête de liste | Tête de liste | Parti(s) | Nuance | Voix         | %            | Voix        | %           | CM     | CC     |
| ------------- | ------------- | -------- | ------ | ------------ | ------------ | ----------- | ----------- | ------ | ------ |

### Thorigny-sur-Marne
- Maire sortant : Manuel da Silva (RE)
- 33 sièges à pourvoir au conseil municipal (population légale 2022 : 10 405 habitants)
- 5 sièges à pourvoir au conseil communautaire (CA de Marne et Gondoire)

| Tête de liste            | Tête de liste        | Parti(s) | Nuance | Premier tour | Premier tour | Second tour | Second tour | Sièges | Sièges |
| Tête de liste            | Tête de liste        | Parti(s) | Nuance | Voix         | %            | Voix        | %           | CM     | CC     |
| ------------------------ | -------------------- | -------- | ------ | ------------ | ------------ | ----------- | ----------- | ------ | ------ |
|                          | Fabrice Hamelin      | DVG      |        |              |              |             |             |        |        |
|                          | Bouchra Fenzar-Rizki | LR       |        |              |              |             |             |        |        |
|                          |                      |          |        |              |              |             |             |        |        |
| Exprimés                 |                      |          |        |              |              |             |             |        |        |
| Votes blancs             |                      |          |        |              |              |             |             |        |        |
| Votes nuls               |                      |          |        |              |              |             |             |        |        |
| Total                    | Total                | Total    | Total  |              | 100          |             | 100         | 33     | 5      |
| Absentions               |                      |          |        |              |              |             |             |        |        |
| Inscrits / participation |                      |          |        |              |              |             |             |        |        |

### Torcy
- Maire sortant : Guillaume Le Lay-Felzine (PS)
- 35 sièges à pourvoir au conseil municipal (population légale 2022 : 22 939 habitants)
- 7 sièges à pourvoir au conseil communautaire (CA Paris - Vallée de la Marne)

| Tête de liste | Tête de liste | Parti(s) | Nuance | Premier tour | Premier tour | Second tour | Second tour | Sièges | Sièges |
| Tête de liste | Tête de liste | Parti(s) | Nuance | Voix         | %            | Voix        | %           | CM     | CC     |
| ------------- | ------------- | -------- | ------ | ------------ | ------------ | ----------- | ----------- | ------ | ------ |

### Tournan-en-Brie
- Maire sortant : Laurent Gautier (DVC)
- 29 sièges à pourvoir au conseil municipal (population légale 2022 : 8 324 habitants)
- 7 sièges à pourvoir au conseil communautaire (CC Les Portes Briardes Entre Villes et Forêt)

| Tête de liste | Tête de liste | Parti(s) | Nuance | Premier tour | Premier tour | Second tour | Second tour | Sièges | Sièges |
| Tête de liste | Tête de liste | Parti(s) | Nuance | Voix         | %            | Voix        | %           | CM     | CC     |
| ------------- | ------------- | -------- | ------ | ------------ | ------------ | ----------- | ----------- | ------ | ------ |

### Trilport
- Maire sortant : Jean-Michel Morer (DVG)
- 29 sièges à pourvoir au conseil municipal (population légale 2022 : 5 107 habitants)
- 4 sièges à pourvoir au conseil communautaire (CA Pays de Meaux)

| Tête de liste            | Tête de liste | Parti(s) | Nuance | Premier tour | Premier tour | Second tour | Second tour | Sièges | Sièges |
| Tête de liste            | Tête de liste | Parti(s) | Nuance | Voix         | %            | Voix        | %           | CM     | CC     |
| ------------------------ | ------------- | -------- | ------ | ------------ | ------------ | ----------- | ----------- | ------ | ------ |
|                          | Eric Kraemer  | LR       |        |              |              |             |             |        |        |
|                          |               |          |        |              |              |             |             |        |        |
| Exprimés                 |               |          |        |              |              |             |             |        |        |
| Votes blancs             |               |          |        |              |              |             |             |        |        |
| Votes nuls               |               |          |        |              |              |             |             |        |        |
| Total                    | Total         | Total    | Total  |              | 100          |             | 100         | 29     | 4      |
| Absentions               |               |          |        |              |              |             |             |        |        |
| Inscrits / participation |               |          |        |              |              |             |             |        |        |

### Vaires-sur-Marne
- Maire sortante : Edmonde Jardin (DVC)
- 33 sièges à pourvoir au conseil municipal (population légale 2022 : 13 791 habitants)
- 4 sièges à pourvoir au conseil communautaire (CA Paris - Vallée de la Marne)

| Tête de liste            | Tête de liste | Parti(s) | Nuance | Premier tour | Premier tour | Second tour | Second tour | Sièges | Sièges |
| Tête de liste            | Tête de liste | Parti(s) | Nuance | Voix         | %            | Voix        | %           | CM     | CC     |
| ------------------------ | ------------- | -------- | ------ | ------------ | ------------ | ----------- | ----------- | ------ | ------ |
|                          | Daniel Wathlé | DVD      |        |              |              |             |             |        |        |
|                          |               |          |        |              |              |             |             |        |        |
| Exprimés                 |               |          |        |              |              |             |             |        |        |
| Votes blancs             |               |          |        |              |              |             |             |        |        |
| Votes nuls               |               |          |        |              |              |             |             |        |        |
| Total                    | Total         | Total    | Total  |              | 100          |             | 100         | 33     | 4      |
| Absentions               |               |          |        |              |              |             |             |        |        |
| Inscrits / participation |               |          |        |              |              |             |             |        |        |

### Vaux-le-Pénil
- Maire sortant : Henri de Meyrignac (DVG)
- 33 sièges à pourvoir au conseil municipal (population légale 2022 : 11 378 habitants)
- 5 sièges à pourvoir au conseil communautaire (CA Melun Val de Seine)

| Tête de liste | Tête de liste | Parti(s) | Nuance | Premier tour | Premier tour | Second tour | Second tour | Sièges | Sièges |
| Tête de liste | Tête de liste | Parti(s) | Nuance | Voix         | %            | Voix        | %           | CM     | CC     |
| ------------- | ------------- | -------- | ------ | ------------ | ------------ | ----------- | ----------- | ------ | ------ |

### Vert-Saint-Denis
- Maire sortant : Éric Bareille (PS)
- 29 sièges à pourvoir au conseil municipal (population légale 2022 : 9 057 habitants)
- 1 siège à pourvoir au conseil communautaire (CA Grand Paris Sud)

| Tête de liste | Tête de liste | Parti(s) | Nuance | Premier tour | Premier tour | Second tour | Second tour | Sièges | Sièges |
| Tête de liste | Tête de liste | Parti(s) | Nuance | Voix         | %            | Voix        | %           | CM     | CC     |
| ------------- | ------------- | -------- | ------ | ------------ | ------------ | ----------- | ----------- | ------ | ------ |

### Villenoy
- Maire sortant : Emmanuel Hude (SE)
- 29 sièges à pourvoir au conseil municipal (population légale 2022 : 5 073 habitants)
- 3 sièges à pourvoir au conseil communautaire (CA Pays de Meaux)

| Tête de liste | Tête de liste | Parti(s) | Nuance | Premier tour | Premier tour | Second tour | Second tour | Sièges | Sièges |
| Tête de liste | Tête de liste | Parti(s) | Nuance | Voix         | %            | Voix        | %           | CM     | CC     |
| ------------- | ------------- | -------- | ------ | ------------ | ------------ | ----------- | ----------- | ------ | ------ |

### Villeparisis
- Maire sortant : Frédéric Bouche (PS)
- 35 sièges à pourvoir au conseil municipal (population légale 2022 : 26 794 habitants)
- 7 sièges à pourvoir au conseil communautaire (CA Roissy Pays de France)

| Tête de liste | Tête de liste | Parti(s) | Nuance | Premier tour | Premier tour | Second tour | Second tour | Sièges | Sièges |
| Tête de liste | Tête de liste | Parti(s) | Nuance | Voix         | %            | Voix        | %           | CM     | CC     |
| ------------- | ------------- | -------- | ------ | ------------ | ------------ | ----------- | ----------- | ------ | ------ |